# بطولة تونس لكرة السلة للرجال 1960–61
بطولة تونس لكرة السلة للرجال 1960–61 هو الموسم رقم 6 من بطولة تونس لكرة السلة للرجال.

فاز بهذا الموسم الجمعية الرياضية الفرنسية.

## روابط خارجية
- الموقع الرسمي للجامعة التونسية لكرة السلة.